# Игроки в карты
«Игроки в карты» — серия из пяти картин французского художника Поля Сезанна, написанных им в период 1890—1895 годов. Картины различаются количеством изображенных игроков и размером. Четыре картины хранятся в музеях Европы и Америки, пятая до недавнего времени хранилась в частной коллекции, пока её не выкупили власти Катара для национального музея.
В феврале 2012 года было объявлено о продаже одной из картин серии, написанной в 1892—1893 годах. Семья эмира Катара согласилась купить картину у частного коллекционера за 250 миллионов долларов. Таким образом, картина Сезанна стала самой дорогой из когда-либо проданных на тот момент.

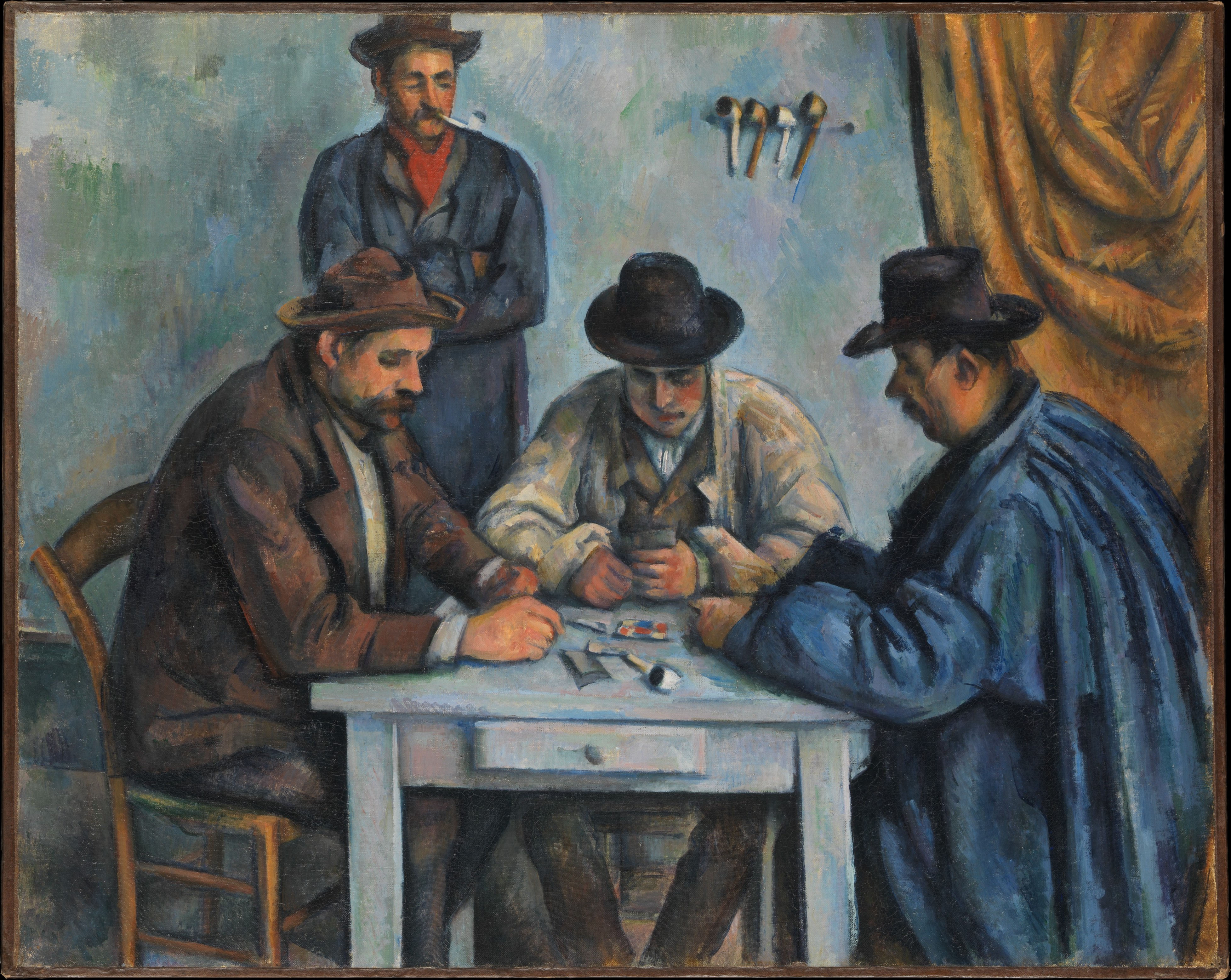
1890–1892 гг, 65,4 × 81,9 см, Метрополитен-музей, Нью-Йорк
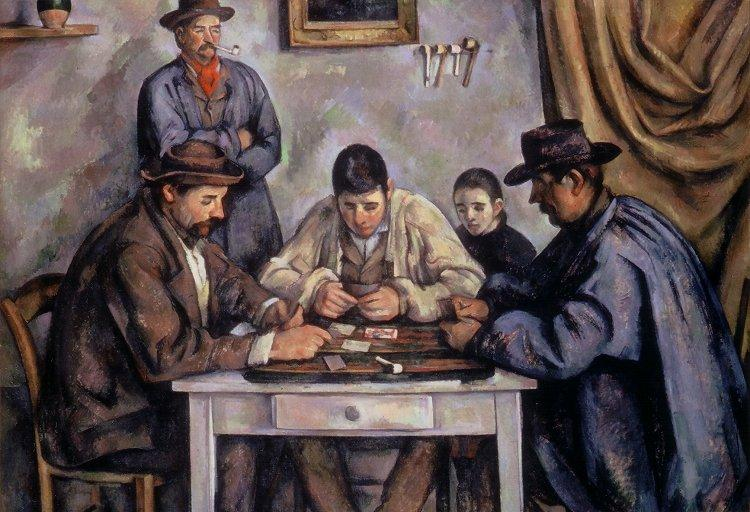
1890–1892 гг, 134,6 × 180,3 см, Фонд Барнса, Филадельфия
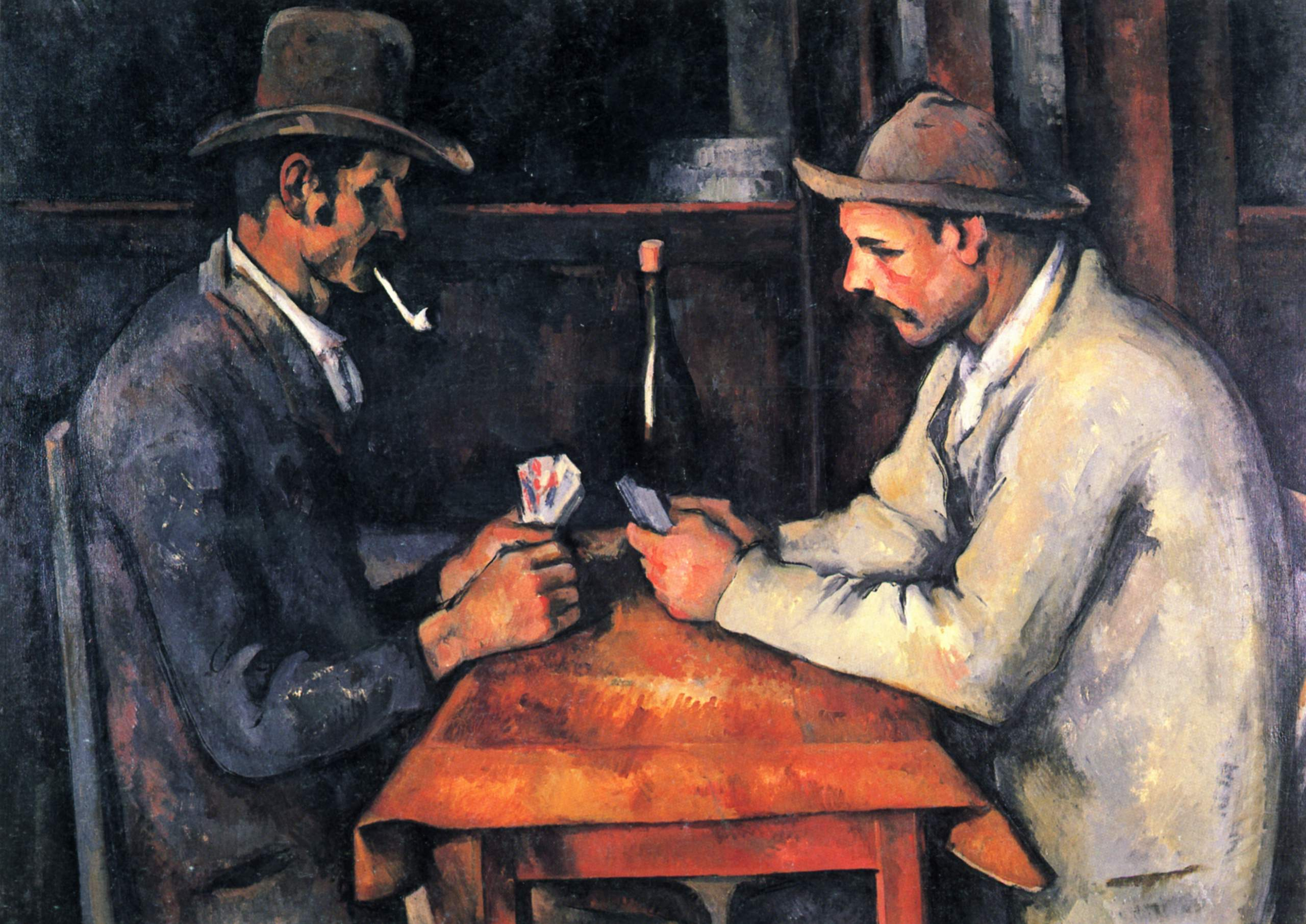
1892—1893 гг., 97 × 130 см; семейное собрание эмира Катара
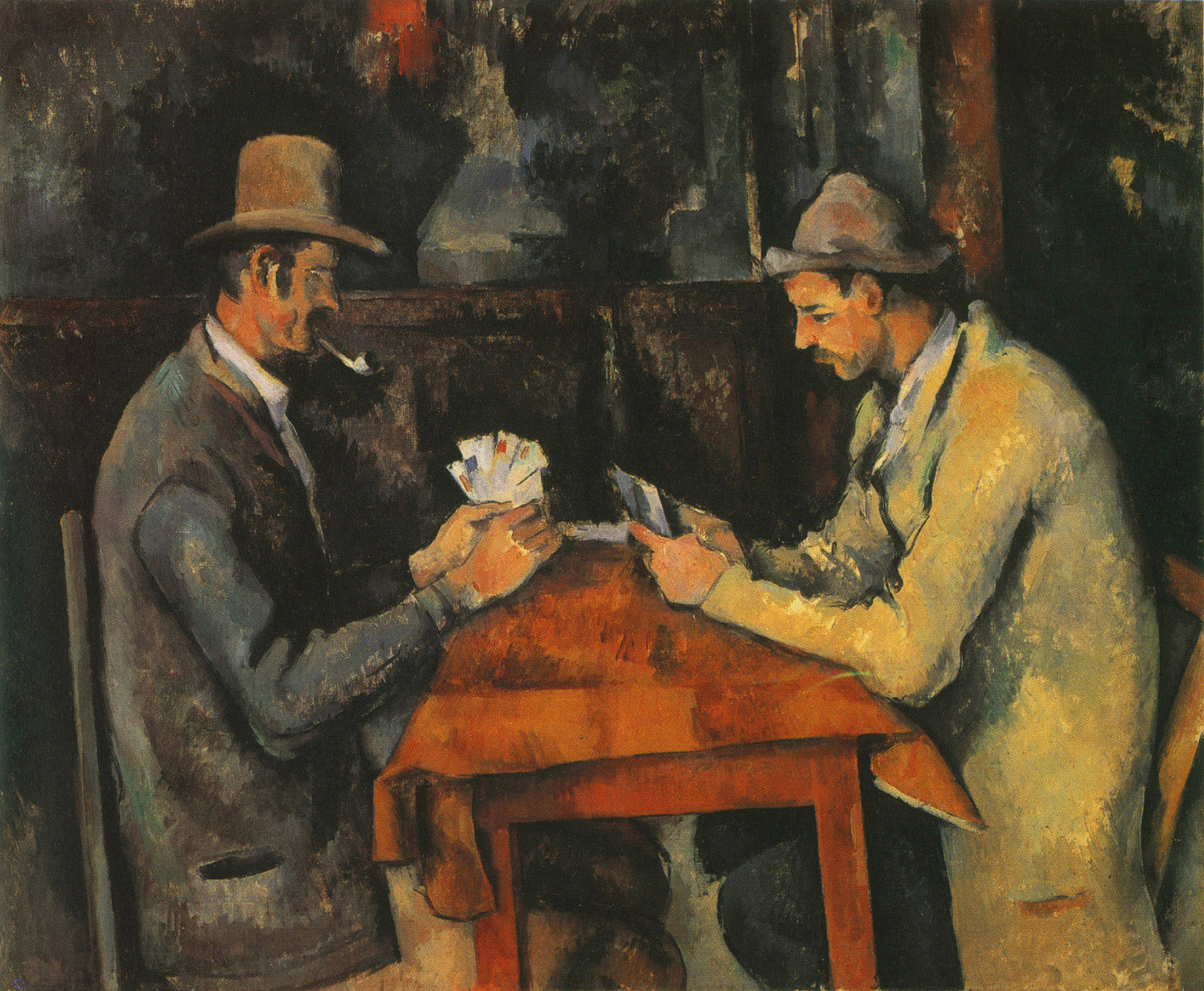
1892–1895 гг, 60 × 73 см, Институт искусства Курто, Лондон
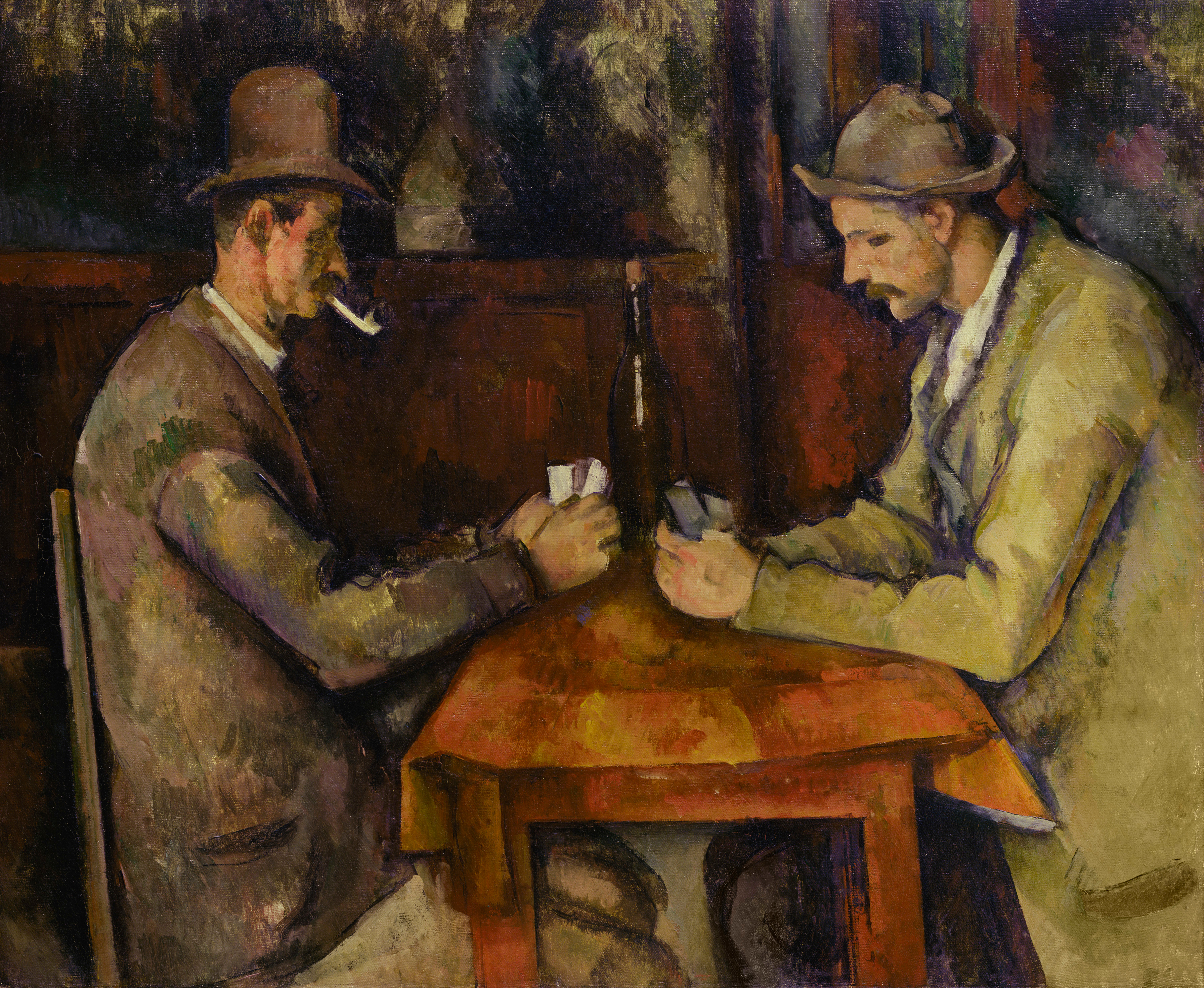
1894–1895 гг., 47 × 56,5 см, Музей Орсе, Париж

## Этюды и эскизы
Сезанн создал значительное количество этюдов и подготовительных рисунков для серии «Игроки в карты». Хотя долгое время считалось, что он начал серию с самых больших картин, а затем работал с меньшими размерами, рентгеновские снимки картин, а также дальнейший анализ подготовительных эскизов и исследований привели некоторых ученых к мысли, что Сезанн использовал как эскизы, так и небольшие версии «Игроков в карты», чтобы подготовиться к более крупным полотнам.
При подготовке к финальным картинам Сезанн сделал более дюжины набросков и этюдов местных сельскохозяйственных рабочих. Было высказано предположение, что его модели использовались для исследований, а не для самих готовых работ.
Некоторые из этюдов были высоко оценены как самостоятельные произведения, особенно аккомпанемент «Человек с трубкой», выставленный рядом с «Игроками в карты» в галерее Курто в Лондоне. Первый, наряду с двумя похожими картинами курильщиков, написанными в тот же период, многими считается одними из самых мастерских портретов Сезанна.

## Выставки
В 2010–2011 годах галерея Курто в Лондоне и Метрополитен-музей в Нью-Йорке организовали совместную выставку, на которой были представлены картины серии «Игроки в карты», ранние наброски и эскизы к ней, а также сопутствующие работы. Выставка проходила в Лондоне с 21 октября 2010 года по 16 января 2011 года и в Нью-Йорке с 9 февраля 2011 года по 8 мая 2011 года. Она была описана как первая выставка, посвященная серии, а также как самая большая коллекция картин Сезанна «Игроки в карты», когда-либо выставлявшаяся вместе. 
В сентябре 2013 года в Аполлоновом зале Зимнего дворца Государственного Эрмитажа была выставлена картина Поля Сезанна «Игроки в карты», вариант из собрания лондонского Института искусства Курто (Courtauld Institute of Art).